# Saint-Pierre-Bellevue
Saint-Pierre-Bellevue este o comună în departamentul Creuse din centrul Franței. În 2009 avea o populație de 235 de locuitori.

## Evoluția populației
| An        | 1975 | 1982 | 1990 | 1999 | 2006 | 2009 |
| --------- | ---- | ---- | ---- | ---- | ---- | ---- |
| Populație | 325  | 330  | 302  | 239  | 236  | 235  |